# كسوف الشمس 17 فبراير 2064
سيحدث كسوف حلقي للشمس في يوم 17 فبراير 2064. يحدث كسوف الشمس عندما يمر القمر بين الأرض والشمس، وبالتالي يحجب صورة الشمس كليًا أو جزئيًا عن مشاهد على الأرض. يحدث الكسوف الحلقي للشمس عندما يكون القطر الظاهري للقمر أصغر من قطر الشمس، مما يحجب معظم ضوء الشمس ويتسبب في أن تبدو الشمس وكأنها حلقة. يظهر الكسوف الحلقي على شكل كسوف جزئي فوق منطقة من الأرض يبلغ عرضها آلاف الكيلومترات.

## كسوفات أخري ذات الصلة

### كسوف الشمس 2062-2065
قالب:Solar eclipse set 2062–2065
هذا الكسوف هو جزء من سلسلة فصل دراسي. يتكرر الكسوف في سلسلة فصل دراسي من الكسوف الشمسي كل 177 يومًا تقريبًا و 4 ساعات (فصل دراسي) في العقد المتناوبة من مدار القمر.
| 121 | March 11, 2062 جزئي            | 126 | September 3, 2062 جزئي |
| 131 | February 28, 2063 حلقي         | 136 | August 24, 2063 كلي    |
| 141 | كسوف الشمس 17 فبراير 2064 حلقي | 146 | August 12, 2064 كلي    |
| 151 | February 5, 2065 جزئي          | 156 | August 2, 2065 جزئي    |

### ساروس 141
قالب:Solar Saros series 141
الساروس الشمسي 141 يتكرر كل حوالي 18 سنة و 11 يومًا و 8 ساعات، ويحتوي على 70 حدثًا. بدأت السلسلة بكسوف جزئي للشمس في 19 مايو 1613. وهي تحتوي على 41 كسوفًا حلقيًا من 4 أغسطس 1739 إلى 14 أكتوبر 2460. لا توجد كسوفات كاملة في هذه السلسلة. تنتهي السلسلة عند العضو 70 ككسوف جزئي في 13 يونيو 2857. حدث أطول كسوف حلقي في 14 ديسمبر 1955 مع أقصى مدة للحلقة عند 12 دقيقة و 9 ثوانٍ. تحدث جميع الكسوفات في هذه السلسلة عند عقدة القمر الصاعدة.
| Series members 17–36 occur between 1901 and 2259 | Series members 17–36 occur between 1901 and 2259 | Series members 17–36 occur between 1901 and 2259 |
| 17                                               | 18                                               | 19                                               |
| ------------------------------------------------ | ------------------------------------------------ | ------------------------------------------------ |
| November 11, 1901 [الإنجليزية]                   | November 22, 1919 [الإنجليزية]                   | December 2, 1937 [الإنجليزية]                    |
| 20                                               | 21                                               | 22                                               |
| December 14, 1955 [الإنجليزية]                   | December 24, 1973 [الإنجليزية]                   | January 4, 1992 [الإنجليزية]                     |
| 23                                               | 24                                               | 25                                               |
| كسوف الشمس 15 يناير 2010                         | كسوف الشمس 26 يناير 2028                         | February 5, 2046                                 |
| 26                                               | 27                                               | 28                                               |
| كسوف الشمس 17 فبراير 2064                        | كسوف الشمس في 27 فبراير 2082                     | March 10, 2100                                   |
| 29                                               | 30                                               | 31                                               |
| March 22, 2118                                   | April 1, 2136                                    | April 12, 2154                                   |
| 32                                               | 33                                               | 34                                               |
| April 23, 2172                                   | May 4, 2190                                      | May 15, 2208                                     |
| 35                                               | 36                                               |                                                  |
| May 27, 2226                                     | June 6, 2244                                     |                                                  |

### سلسلة اينكس
هذا الكسوف هو جزء من دورة اينكس طويلة الأمد، يتكرر عند العقد المتناوبة كل 358 شهرًا سينوديًا (≈ 10571.95 يومًا، أو 29 عامًا ناقص 20 يومًا). مظهره وخط طوله غير منتظمين بسبب عدم التزامهما مع الشهر غير الطبيعي (فترة الحضيض). ومع ذلك فإن مجموعات اينكس 3 دورات (87 سنة ناقص شهرين) تقترب (≈ 1،151.02 شهرًا غير طبيعي)، لذا فإن الكسوف متشابه في هذه المجموعات.
| أعضاء سلسلة Inex بين عامي 1901 و 2100:       | أعضاء سلسلة Inex بين عامي 1901 و 2100:     | أعضاء سلسلة Inex بين عامي 1901 و 2100:        |
| -------------------------------------------- | ------------------------------------------ | --------------------------------------------- |
| </img> </br>29 مايو 1919 </br> (ساروس 136)   | </img> </br> 9 مايو 1948 </br> (ساروس 137) | </img> </br> 18 أبريل 1977 </br> (ساروس 138)  |
| </img> </br> 29 مارس 2006 </br> (ساروس 139)  | </img> </br> 9 مارس 2035 </br> (ساروس 140) | </img> </br> 17 فبراير 2064 </br> (ساروس 141) |
| </img> </br> 27 يناير 2093 </br> (ساروس 142) |                                            |                                               |

### سلسلة ميتونيك
تتكرر سلسلة ميتونيك الكسوف كل 19 عامًا (6939.69 يومًا)، وتستمر حوالي 5 دورات. يحدث الكسوف في نفس تاريخ التقويم تقريبًا. بالإضافة إلى ذلك تتكرر سلسلة اوكتون الفرعية 1/5 هذه المدة أو كل 3.8 سنوات (1387.94 يومًا). تحدث جميع الكسوفات في هذا الجدول عند العقدة الصاعدة للقمر.
| 21 حدثًا من أحداث الكسوف ، تتقدم من الجنوب إلى الشمال بين 13 يوليو 2018 و 12 يوليو 2094 | 21 حدثًا من أحداث الكسوف ، تتقدم من الجنوب إلى الشمال بين 13 يوليو 2018 و 12 يوليو 2094 | 21 حدثًا من أحداث الكسوف ، تتقدم من الجنوب إلى الشمال بين 13 يوليو 2018 و 12 يوليو 2094 | 21 حدثًا من أحداث الكسوف ، تتقدم من الجنوب إلى الشمال بين 13 يوليو 2018 و 12 يوليو 2094 | 21 حدثًا من أحداث الكسوف ، تتقدم من الجنوب إلى الشمال بين 13 يوليو 2018 و 12 يوليو 2094 |
| 12-13 يوليو                                                                            | 30 أبريل - 1 مايو                                                                      | من 16 إلى 17 فبراير                                                                    | 5-6 ديسمبر                                                                             | من 22 إلى 23 سبتمبر                                                                    |
| 117                                                                                    | 119                                                                                    | 121                                                                                    | 123                                                                                    | 125                                                                                    |
| -------------------------------------------------------------------------------------- | -------------------------------------------------------------------------------------- | -------------------------------------------------------------------------------------- | -------------------------------------------------------------------------------------- | -------------------------------------------------------------------------------------- |
| </img> </br> 13 يوليو 2018                                                             | </img> </br> 30 أبريل 2022                                                             | </img> </br> 17 فبراير 2026                                                            | </img> </br> 5 ديسمبر 2029                                                             | </img> </br> 23 سبتمبر 2033                                                            |
| 127                                                                                    | 129                                                                                    | 131                                                                                    | 133                                                                                    | 135                                                                                    |
| </img> </br> 13 يوليو 2037                                                             | </img> </br> 30 أبريل 2041                                                             | </img> </br> 16 فبراير 2045                                                            | </img> </br> 5 ديسمبر 2048                                                             | </img> </br> 22 سبتمبر 2052                                                            |
| 137                                                                                    | 139                                                                                    | 141                                                                                    | 143                                                                                    | 145                                                                                    |
| </img> </br> 12 يوليو 2056                                                             | </img> </br> 30 أبريل 2060                                                             | </img> </br> 17 فبراير 2064                                                            | </img> </br> 6 ديسمبر 2067                                                             | </img> </br> 23 سبتمبر 2071                                                            |
| 147                                                                                    | 149                                                                                    | 151                                                                                    | 153                                                                                    | 155                                                                                    |
| </img> </br> 13 يوليو 2075                                                             | </img> </br> 1 مايو 2079                                                               | </img> </br> 16 فبراير 2083                                                            | </img> </br> 6 ديسمبر 2086                                                             | </img> </br> 23 سبتمبر 2090                                                            |
| 157                                                                                    |                                                                                        |                                                                                        |                                                                                        |                                                                                        |
| </img> </br> 12 يوليو 2094                                                             |                                                                                        |                                                                                        |                                                                                        |                                                                                        |

## الروابط الخارجية
https://eclipse.gsfc.nasa.gov/SEplot/SEplot2051/SE2064Feb17A.GIF